# Favites halicora
Espèce
Statut CITES
Favites halicora est une espèce de coraux appartenant à la famille des Merulinidae ou la famille Faviidae.